# Зюльсторф
Зюльсторф (нім. Sülstorf) — громада в Німеччині, розташована в землі Мекленбург-Передня Померанія. Входить до складу району Людвігслуст-Пархім. Складова частина об'єднання громад Людвігслуст-Ланд.
Площа — 18,64 км2. Населення становить 827 ос. (станом на 31 грудня 2020).

## Галерея

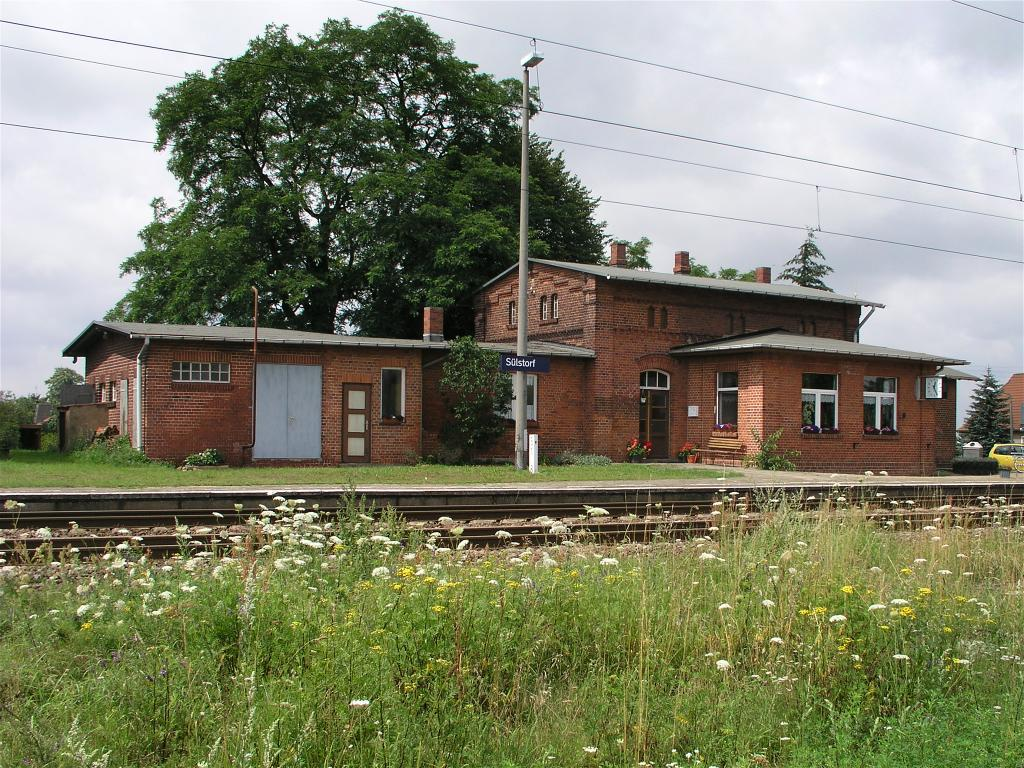
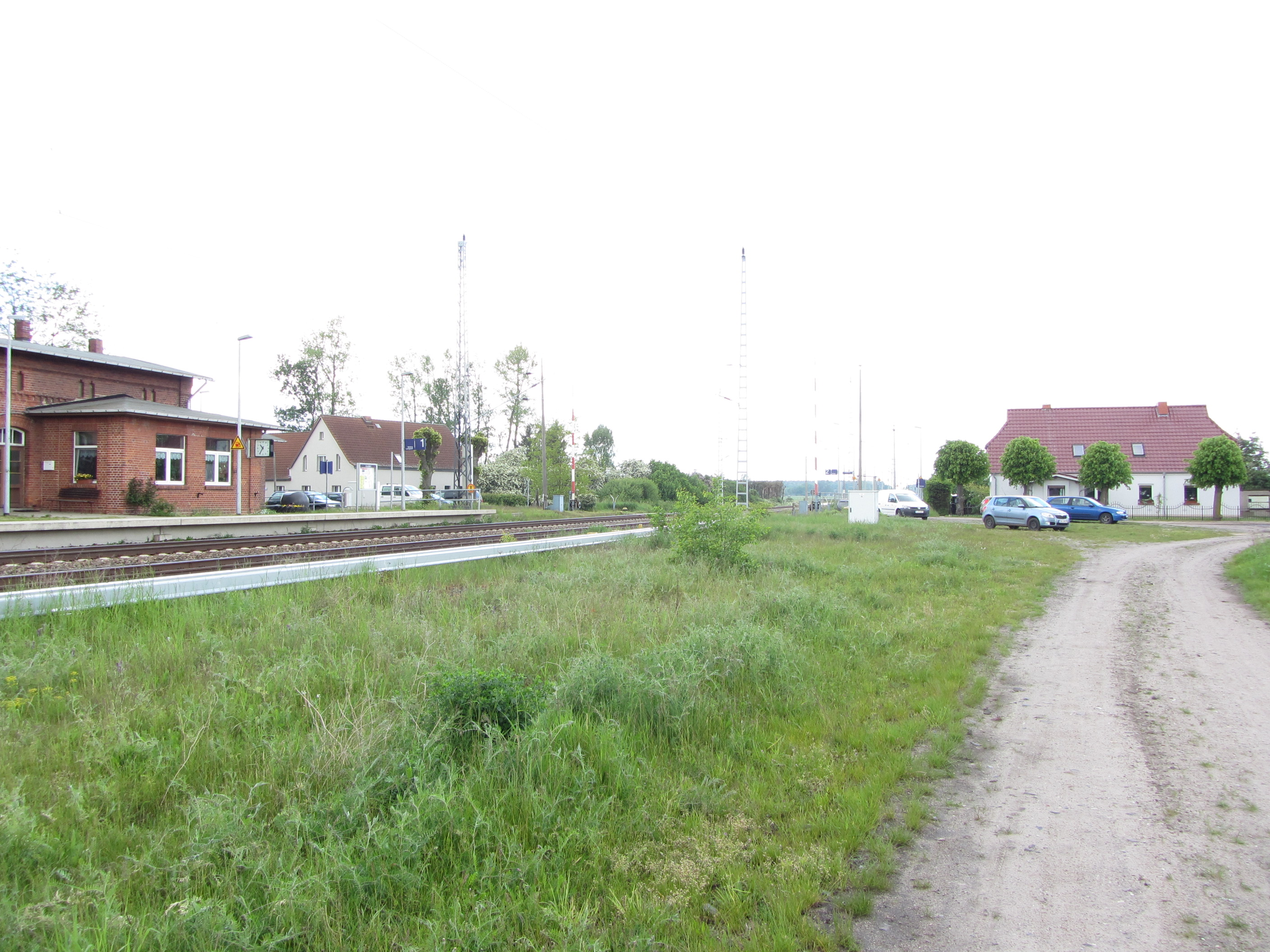
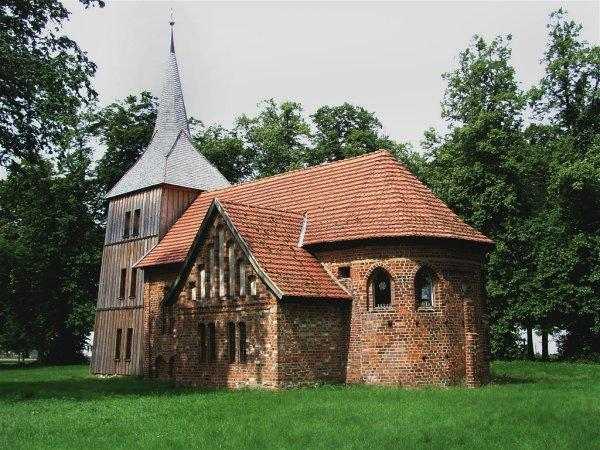
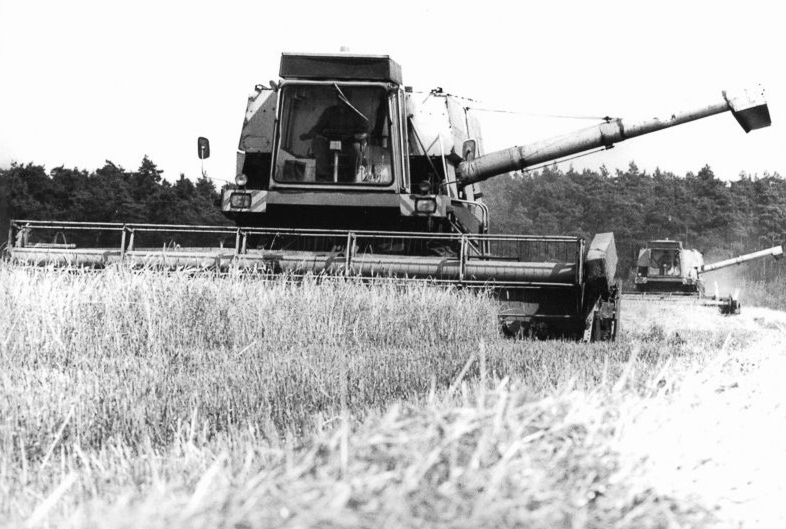